# Jack Finsterer
Jack Finsterer es un actor australiano de cine, televisión y teatro. 

## Biografía
Su hermana es la actriz Anni Finsterer.
Jack está casado con la actriz Justine Clarke, con quien ha tenido tres hijos: Josef, Nina y en agosto del 2009 le dieron la bienvenida a su tercer hijo Max Finsterer.

## Carrera
En 1994 se unió al elenco recurrente de la serie Janus donde interpretó a Bronowski hasta 1995.
En 1996 apareció como invitado en varios episodios de la serie policíaca Blue Heelers donde interpretó al detective de la policía Johnny Kowalski.
Entre el 2001 y el 2002 apareció en la popular serie australiana Mcleod's Daughters donde interpretó a Marty O'Rourke. También apareció en las exitosas series Farscape y The Lost World.
En el 2007 se unió la elenco principal de la serie Dangerous donde interpretó a Nathan Walsh.
En el 2010 apareció en las series policíacas Sea Patrol donde interpretó a Karl Butherworth; en City Homicide interpretando a Jeremy Burns; y en Rush como Michael Shmitt.
El 28 de enero de 2011 apareció como invitado en la popular serie australiana Neighbours donde interpretó al criminal Garland Cole hasta el 3 de marzo del mismo año, cuando su personaje fue arrestado. Anteriormente había aparecido en la serie en 1992 interpretando a Russell Sykes en cuatro episodios.
En el 2012 apareció como invitado en la serie de drama y misterio Miss Fisher's Murder Mysteries donde interpretó al pintor Peterd.
En el 2013 apareció en un episodio de la nueva serie Mr & Mrs Murder.

## Filmografía[3]
- Series de Televisión

| Año         | Título                         | Personaje            | Notas                                     |
| ----------- | ------------------------------ | -------------------- | ----------------------------------------- |
| 2014        | The Doctor Blake Mysteries     | Lyle Townsend        | episodio "Smoke and Mirrors"              |
| 2013        | Mr & Mrs Murder                | Dwayne Nash          | episodio "A Dog's Life"                   |
| 2012        | Miss Fisher's Murder Mysteries | Peter                | episodio "Death at Victoria Dock"         |
| 2011        | Neighbours                     | Garland Cole         | 8 episodios                               |
| 2010        | Rush                           | Michael Shmitt       | episodio # 3.20                           |
| 2010        | City Homicide                  | Jeremy Burns         | 2 episodios                               |
| 2010        | Sea Patrol                     | Karl Butherworth     | episodio "Big Fish"                       |
| 2007        | Dangerous                      | Nathan Walsh         | 8 episodios                               |
| 2005 - 2006 | All Saints                     | Damien Trelawny      | 2 episodios                               |
| 2003        | Life Support                   | Doctor Rudi          | -                                         |
| 2002        | Young Lions                    | Tony Kennedy         | episodio "Lone Star Blues"                |
| 2001 - 2002 | Mcleod's Daughters             | Marty O'Rourke       | 2 episodios                               |
| 2002        | Farscape                       | Gleeg                | episodio "Lava's a Many Splendored Thing" |
| 2002        | The Lost World                 | Melrick              | episodio "Phantoms"                       |
| 2001        | Love Is a Four-Letter Word     | Evan Green           | 5 episodios                               |
| 1999        | Stingers                       | Patrick De Groot     | 2 episodios                               |
| 1998        | Good Guys Bad Guys             | Christie Maginnis    | episodio "Blood Is Thicker Than Walter"   |
| 1996        | Blue Heelers                   | Det. Johnny Kowalski | 4 episodios                               |
| 1994 - 1995 | Janus                          | Bronowski            | 7 episodios                               |
| 1994        | Law of the Land                | Bobby Webster        | episodio "Whispers"                       |

- Películas

| Año  | Título                  | Personaje             | Notas                                                                                       |
| ---- | ----------------------- | --------------------- | ------------------------------------------------------------------------------------------- |
| 2014 | Is This the Real World  | Mr. Edgerton          | junto a Susie Porter, Julia Blake, Sean Keenan, Charlotte Best & Peter Hardy                |
| 2013 | Revolving Doors         | Asistente del Hotel   | corto - junto a Chai Romruen, Ian Stenlake & Joss McWilliam                                 |
| 2013 | Destiny in the Dirt     | John                  | corto - junto a Waangenga Blanco, Isabella Martin & Aaron L. McGrath                        |
| 2012 | The Hunter              | Narrador              | corto                                                                                       |
| 2011 | Spider Walk             | Joe                   | corto - junto a Justine Clarke & Kick Gurry                                                 |
| 2009 | In Her Skin             | Patterson             | junto a Justine Clarke, Khan Chittenden, Diane Craig & Rebecca Gibney                       |
| 2009 | Schadenfreude           | -                     | junto a Gracie Otto, Danielle Carey, Barry Otto & Miranda Otto                              |
| 2008 | Dream Life              | Número 11             | junto a Xavier Samuel, Sigrid Thornton, Linda Cropper, Andrew McFarlane & Ashleigh Cummings |
| 2009 | Outside In              | Daniel                | corto - junto a Felicity Price & Jamie Katsamatsas                                          |
| 2006 | Kokoda                  | Jack Scholt           | junto a Shane Bourne, Travis McMahon, Luke Ford, Ewen Leslie & William McInnes              |
| 2004 | Big Reef                | Nick                  | junto a Steve Bisley, Damien Garvey & Madeleine West                                        |
| 2004 | Jessica                 | Micheal Malloy        | junto a Leeanna Walsman, Sam Neill, John Howard, Oliver Ackland & Wil Traval                |
| 2004 | Troppo                  | Nick Ritten           | -                                                                                           |
| 2003 | Car Park                | -                     | corto - junto a Justine Clarke, Morgan O'Neill & Alyson Standen                             |
| 2003 | Preservation            | Nick                  | junto a Jacqueline McKenzie, Simon Burke, Kris McQuade & Fiona Martinelli                   |
| 2002 | Tanya and Floyd         | Floyd                 | junto a John Howard, Sarah Chadwick & John Davies                                           |
| 2000 | Tulip                   | Jack                  | corto - junto a Jean Bain, Lois Ramsey & Kati Edwards                                       |
| 1999 | Strange Fits of Passion | Francis               | junto a Samuel Johnson, Anni Finsterer, Bojana Novakovic, Rob Carlton & Nathan Page         |
| 1996 | Zone 39                 | Oficial de la Central | junto a Peter Phelps, Carolyn Bock & William Zappa                                          |
| 1993 | Gross Misconduct        | Oficial               | junto a Jimmy Smits, Naomi Watts, Alan Fletcher, Sarah Chadwick & Nicholas Bell             |
| -    | The Boy Next Door       | Adam                  | -                                                                                           |
| -    | Stranges Fit of Passion | Francis               | -                                                                                           |
| -    | The Zone                | Oficial               | -                                                                                           |
| -    | Nine Years Comming      | -                     | -                                                                                           |
| -    | Five Guys In a Car      | -                     | -                                                                                           |

- Productor

| Año  | Título                                  | Notas             |
| ---- | --------------------------------------- | ----------------- |
| 2008 | Justine Clarke: Songs to Make You Smile | corto - productor |

- Teatro

| Año  | Título                                     | Personaje | Director (a)     | Teatro              | Notas                                                                 |
| ---- | ------------------------------------------ | --------- | ---------------- | ------------------- | --------------------------------------------------------------------- |
| 2008 | Don't Say The Words                        | Agamemnon | Matt Lutton      | Griffin Theatre     | junto a Anna Lise Phillips & Brett Stiller                            |
| 2007 | ALP Arts Election Launch                   | -         | Andrew Upton     | Riverside Theatre   | junto a Cate Blanchett, Joel Edgerton, David Wenham & Natalie Saleeba |
| 2006 | The Emperor of Sydney                      | Keith     | David Berthold   | Griffin Theatre     | junto a Alex Dimitriades, Toby Schmitz, Anita Hegh & Sibylla Budd     |
| 2005 | Her Master's Voice                         | -         | Craig Ilott      | Belvoir St. Theatre | junto a Roy Billing, Meaghan Davies & Toby Schmitz                    |
| 2004 | The Woman With Dogs Eyes                   | Keith     | David Berthold   | Griffin Theatre     | junto a Danny Adcock, Jane Harders, Alex Dimitriades & Toby Schmitz   |
| 2001 | The Choirbook                              | -         | Ariette Taylor   | -                   | junto a Jonathan Auf Der Heide & Dan Spielman                         |
| 2000 | Miss Julie                                 | Jean      | Sally Richardson | Perth Theatre       | -                                                                     |
| 1999 | Cyrano de Bergerac                         | Christian | Marion Potts     | Sydney Theatre      | junto a Justine Clarke, Celia Ireland, Michael Denkha & Ronald Falk   |
| 1999 | Beneath Heaven                             | Bloke     | Ariette Taylor   | -                   | junto a Robin Cuming, Paul English, Anni Finsterer & Dan Spielman     |
| 1998 | Third World Blues                          | Dennis    | David Berthold   | Sydney Theatre      | junto a Nicholas Eadie & Joel Edgerton                                |
| 1998 | The Present                                | Mike      | Craig Illot      | Carlton Courthouse  | junto a Anne Browning, Anni Finsterer, Samuel Johnson                 |
| 1997 | Jungfrau                                   | Terry     | Aubrey Mellor    | Playbox Theatre     | junto a Cazarine Barry, Ulli Birve, Amanda Douge & Guy Hooper         |
| 1996 | Coriolanus                                 | Varios    | Steven Berkoff   | Bell Shakespeare    | junto a John Bell, Alan Clarke, Imelda Corcoran & Jerome Ehlers       |
| 1996 | Elergies for Punks, Angels & Raging Queens | -         | Tony Knight      | -                   | junto a Aaron Jeffery, Paul McKay, Toni Scanlon & Felix Williamson    |
| 1995 | Romeo & Juliet                             | Romeo     | Glenn Elston     | Melbourne Theatre   | junto a Nadine Garner, Rhys Muldoon & Evelyn Krape                    |
| 1994 | Disturbing the Dust                        | Dominic   | Ariette Taylor   | Playbox Theatre     | junto a Carmelina di Guglielmo, Leigh Morgan & Malcolm Robertson      |
| 1993 | Titus Andronicus                           | Martius   | Michael Gow      | Sydney Theatre      | -                                                                     |
| 1993 | Dreadnought                                | Anton     | Julien Meryick   | -                   | junto a Peter Docker, Grant Mouldey, Adrian Plitzco & Daren Pope      |
| 1992 | In Angel Gear                              | Shane     | Nico Lathouris   | -                   | junto a Nell Feeney, Natasha Herbert & Grant Mouldey                  |